# 266983 Josepbosch
266983 Josepbosch è un asteroide della fascia principale. Scoperto nel 2005, presenta un'orbita caratterizzata da un semiasse maggiore pari a 3,0193850 UA e da un'eccentricità di 0,0825511, inclinata di 12,59610° rispetto all'eclittica.